# 구글 도메인
구글 도메인(Google Domains)은 구글이 제공하는 인터넷 도메인 네임 등록 서비스이다.
구글 도메인은 도메인 등록(사설 도메인 등록), DNS 호스팅, DNSSEC, DDNS, URL 리다이렉션, 이메일 포워딩을 제공한다. 블로그, 구글 사이트, 스퀘어스페이스, Wix.com, 위블리, Shopify와 도메인을 연동하는 원 클릭 DNS 구성도 제공한다. 이 서비스는 ICANN에 의해 승인되었다.
구글 도메인은 2015년 1월 13일 베타 테스트로 공개 런칭되었으며 2023년 3월 정식서비스가 시작되었다. 하지만 대한민국에서는 여전히 구매가 불가능하다는 메시지가 보이지만 구글 도메인 구매 방법 등을 시도한 사람들에 의해서 그 방법들이 공유되고 있다. 구글 도메인은 국내 도메인 등록회사들이 유료로 서비스하는 개인정보 숨김 서비스를 무료로 제공해준다.